# Zapasy na Letnich Igrzyskach Olimpijskich 1956 – kategoria do 52 kg w stylu klasycznym
Zmagania mężczyzn do 52 kg to jedna z ośmiu męskich konkurencji w zapasach w stylu klasycznym rozgrywanych podczas Letnich Igrzysk Olimpijskich 1956. Pojedynki w tej kategorii wagowej odbyły się w dniach 3 – 6 grudnia.
Punktacja opierała się na systemie "złych punktów karnych". Zwycięzca otrzymywał zero punktów za wygraną przez "tusz" (łopatki), jeden punkt za wygraną decyzją trzech sędziów. Za przegraną walkę w stosunku 1-2 zawodnik otrzymywał dwa punkty, a za porażkę 0-3 lub łopatki przyznawano 3 punkty karne. Uzyskanie pięciu lub więcej punktów eliminowało zapaśnika z turnieju. Najlepsza trójka walczyła w rundzie finałowej. 

## Klasyfikacja[1]
| Miejsce | Nazwisko           | Kraj              |
| ------- | ------------------ | ----------------- |
| 1       | Nikołaj Sołowjow   | ZSRR              |
| 2       | Ignazio Fabra      | Włochy            |
| 3       | Dursan Ali Eğribaş | Turcja            |
| 4       | Dumitru Pârvulescu | Rumunia           |
| 5       | István Baranya     | Węgry             |
| 6       | Borivoje Vukov     | Jugosławia        |
| 7       | Maurice Mewis      | Belgia            |
| 7       | Bengt Johansson    | Szwecja           |
| 9       | Dick Wilson        | Stany Zjednoczone |
| 10      | Monty Håkansson    | Australia         |
| 10      | André Zoete        | Francja           |

## Wyniki

### Pierwsza runda[2]
| Zwycięzca        | Punkty karne | Wynik        | Przegrany          | Punkty karne |
| ---------------- | ------------ | ------------ | ------------------ | ------------ |
| István Baranya   | 1            | Decyzja, 3:0 | Borivoje Vukov     | 3            |
| Maurice Mewis    | 0            | Łopatki      | Monty Håkansson    | 3            |
| Ignazio Fabra    | 1            | Decyzja, 2:1 | Dursan Ali Eğribaş | 2            |
| Dick Wilson      | 1            | Decyzja, 3:0 | André Zoete        | 3            |
| Nikołaj Sołowjow | 1            | Decyzja, 2:1 | Dumitru Pârvulescu | 2            |
| Bengt Johansson  | 0            | Bez walki    |                    |              |

### Druga runda[3]
| Zwycięzca          | Punkty karne | Wynik        | Przegrany       | Punkty karne |
| ------------------ | ------------ | ------------ | --------------- | ------------ |
| Borivoje Vukov     | 4            | Decyzja, 3:0 | Bengt Johansson | 3            |
| István Baranya     | 2            | Decyzja, 3:0 | Maurice Mewis   | 3            |
| Dursan Ali Eğribaş | 2            | Łopatki      | Monty Håkansson | 6            |
| Ignazio Fabra      | 2            | Decyzja, 3:0 | Dick Wilson     | 4            |
| Nikołaj Sołowjow   | 1            | Łopatki      | André Zoete     | 6            |
| Dumitru Pârvulescu | 2            | Bez walki    |                 |              |

### Trzecia runda[4]
| Zwycięzca          | Punkty karne | Wynik        | Przegrany       | Punkty karne |
| ------------------ | ------------ | ------------ | --------------- | ------------ |
| Dumitru Pârvulescu | 3            | Decyzja, 3:0 | Bengt Johansson | 6            |
| Borivoje Vukov     | 5            | Decyzja, 3:0 | Maurice Mewis   | 6            |
| Ignazio Fabra      | 3            | Decyzja, 3:0 | István Baranya  | 5            |
| Dursan Ali Eğribaş | 2            | Łopatki      | Dick Wilson     | 7            |
| Nikołaj Sołowjow   | 1            | Bez walki    |                 |              |

### Czwarta runda[5]
| Zwycięzca          | Punkty karne | Wynik        | Przegrany          | Punkty karne |
| ------------------ | ------------ | ------------ | ------------------ | ------------ |
| Dursan Ali Eğribaş | 3            | Decyzja, 3:0 | Nikołaj Sołowjow   | 4            |
| Ignazio Fabra      | 4            | Decyzja, 3:0 | Dumitru Pârvulescu | 6            |

### Runda finałowa
| Zwycięzca          | Wynik        | Przegrany                                      |
| ------------------ | ------------ | ---------------------------------------------- |
| Ignazio Fabra      | Decyzja, 2:1 | Dursan Ali Eğribaş (zaliczony wynik z I rundy) |
| Dursan Ali Eğribaş | Decyzja, 3:0 | Nikołaj Sołowjow (zaliczony wynik z IV rundy)  |
| Nikołaj Sołowjow   | Łopatki      | Ignazio Fabra                                  |